# Ang Mo Kio
Ang Mo Kio – stacja naziemna Mass Rapid Transit (MRT) na North South Line w Singapurze. Stacja znajduje się w Ang Mo Kio na Ang Mo Kio Avenue.